# Katedra Niepokalanego Poczęcia Najświętszej Maryi Panny w Dili
Katedra Niepokalanego Poczęcia Najświętszej Maryi Panny w Dili (port. Catedral da Imaculada Conceição) – rzymskokatolicka świątynia (katedra) będąca siedzibą archidiecezji Dili, znajdująca się w stolicy Timoru Wschodniego, Dili.

## Historia

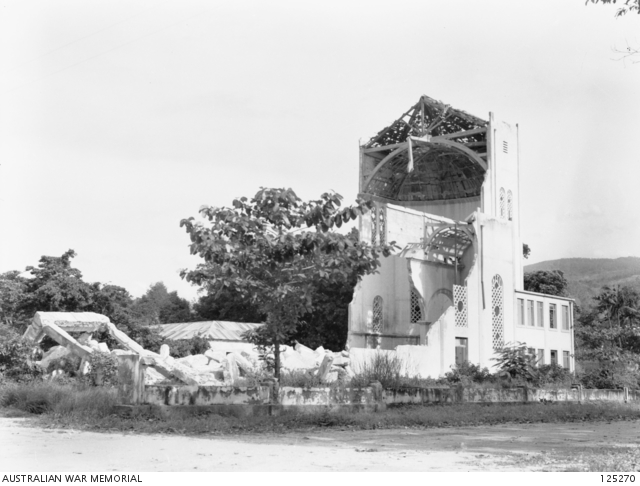
Ruiny katedry w Dili zniszczonej podczas II wojny światowej (1946)

Pierwsza katedra w mieście Dili będącym stolicą Timoru Portugalskiego została wzniesiona w latach 1933–1937 w miejscu kościoła wybudowanego w latach 70. XIX wieku. Neoklasycystyczna budowla z dwiema wieżami i efektowną fasadą zdobioną łukami została zniszczona podczas II wojny światowej przez Japończyków, a od 1955 roku – po przeprowadzonej rozbudowie – funkcje katedry pełnił kościół Santo António de Motael.
Planowanie budowy nowej katedry rozpoczęto w 1984 roku. 2 listopada 1988 roku budynek uroczyście otwarto z udziałem m.in. prezydenta Indonezji, Suharto, pierwszej damy, Siti Hartinah, biskupa administratora apostolskiego Dili, Carlosa Filipe Ximenesa Belo oraz ambasadorów Arabii Saudyjskiej, Nigerii, Filipin, Iraku, Wenezueli, Czechosłowacji i Tunezji. Położona na działce o powierzchni 10 tys. m², mierząca 1800 m² powierzchni użytkowej i mogąca pomieścić do 2000 osób katedra była w chwili inauguracji największą świątynią katolicką w Azji Południowo-Wschodniej. Budynek otaczają posągi nawiązujące do Placu Świętego Piotra w Watykanie. Inwestycja była jednym z sześciu projektów rozwojowych oddanych w tym okresie do użytku na terenie okupowanej wówczas przez Indonezję prowincji Timor Wschodni i sfinansowana została m.in. z funduszy indonezyjskiej armii (235 tys. dolarów), środków rządu centralnego, rządu prowincji oraz datków społeczności katolików w Indonezji (381 tys. dolarów).

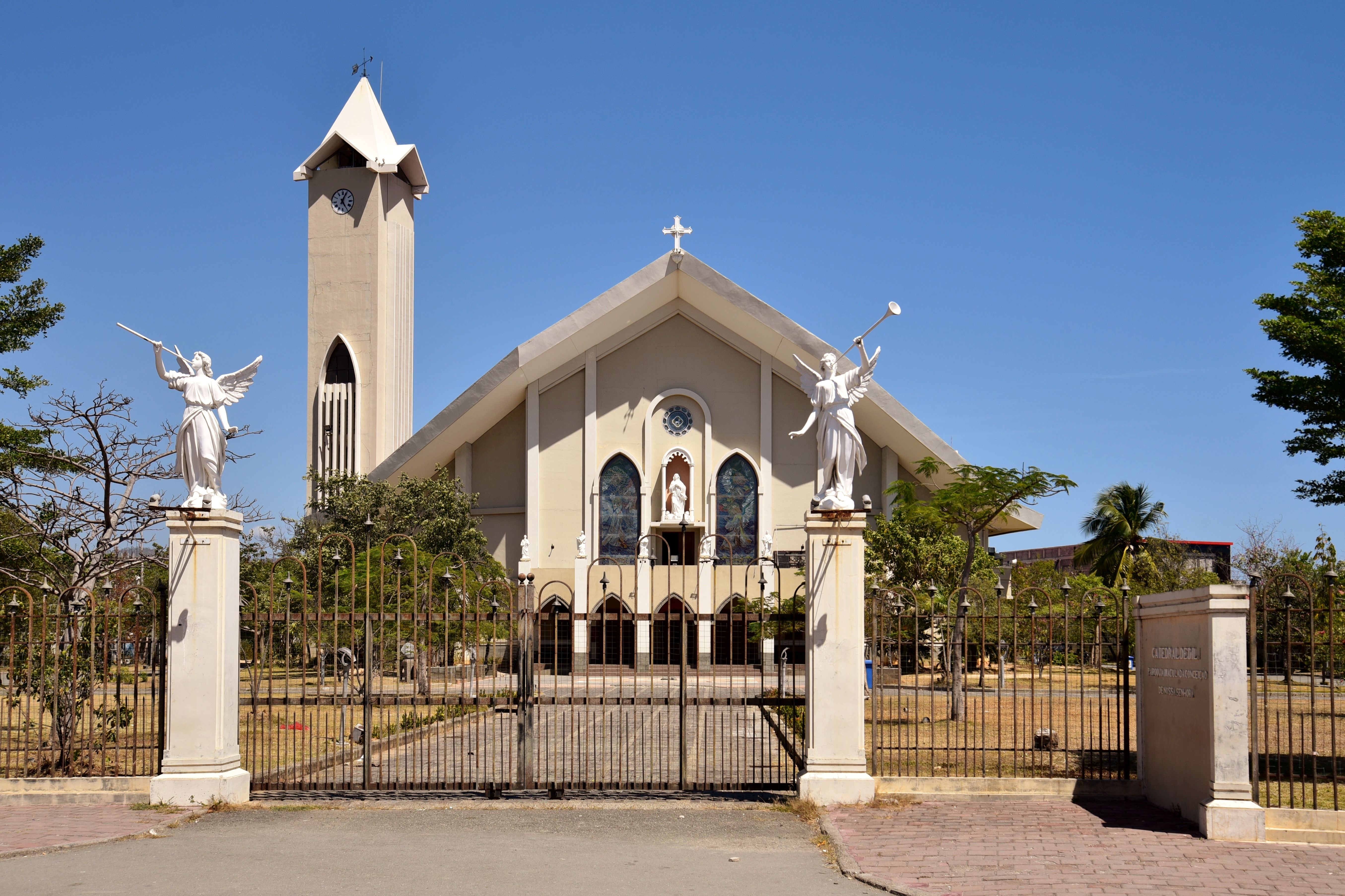
Katedra z fragmentem ogrodzenia (2023)

W październiku 1989 roku podczas swojej podróży apostolskiej do Korei Południowej, Indonezji i Mauritiusa konsekracji świątyni dokonał papież Jan Paweł II. Trzeciego „otwarcia” katedry dokonał 8 grudnia 1989 roku biskup Carlos Filipe Ximenes Belo, odprawiając w niej pierwszą mszę świętą.
Budowla odegrała ważną rolę w walce o niepodległość Timoru Wschodniego oraz w późniejszym życiu politycznym i społecznym kraju. Katoliccy duchowni, w tym biskup Belo, nawoływali do udziału w referendum w 1999 roku, czego następstwem było uzyskanie niepodległości w 2002 roku. 27 kwietnia tego roku w katedrze powitano figurę Matki Bożej Fatimskiej, patronki Timoru Wschodniego, która następnie przez trzy tygodnie peregrynowała po kraju, uświetniając uroczystości niepodległościowe. Gdy pod koniec kwietnia 2006 roku w kraju wybuchł kryzys, część uchodźców znalazła schronienie w dilijskiej katedrze.
Na początku XXI wieku katedra została wyremontowana, a jej ponowne poświęcenie przez biskupa Dili Alberto Ricardo da Silvę miało miejsce 8 grudnia 2009 roku.

## Galeria

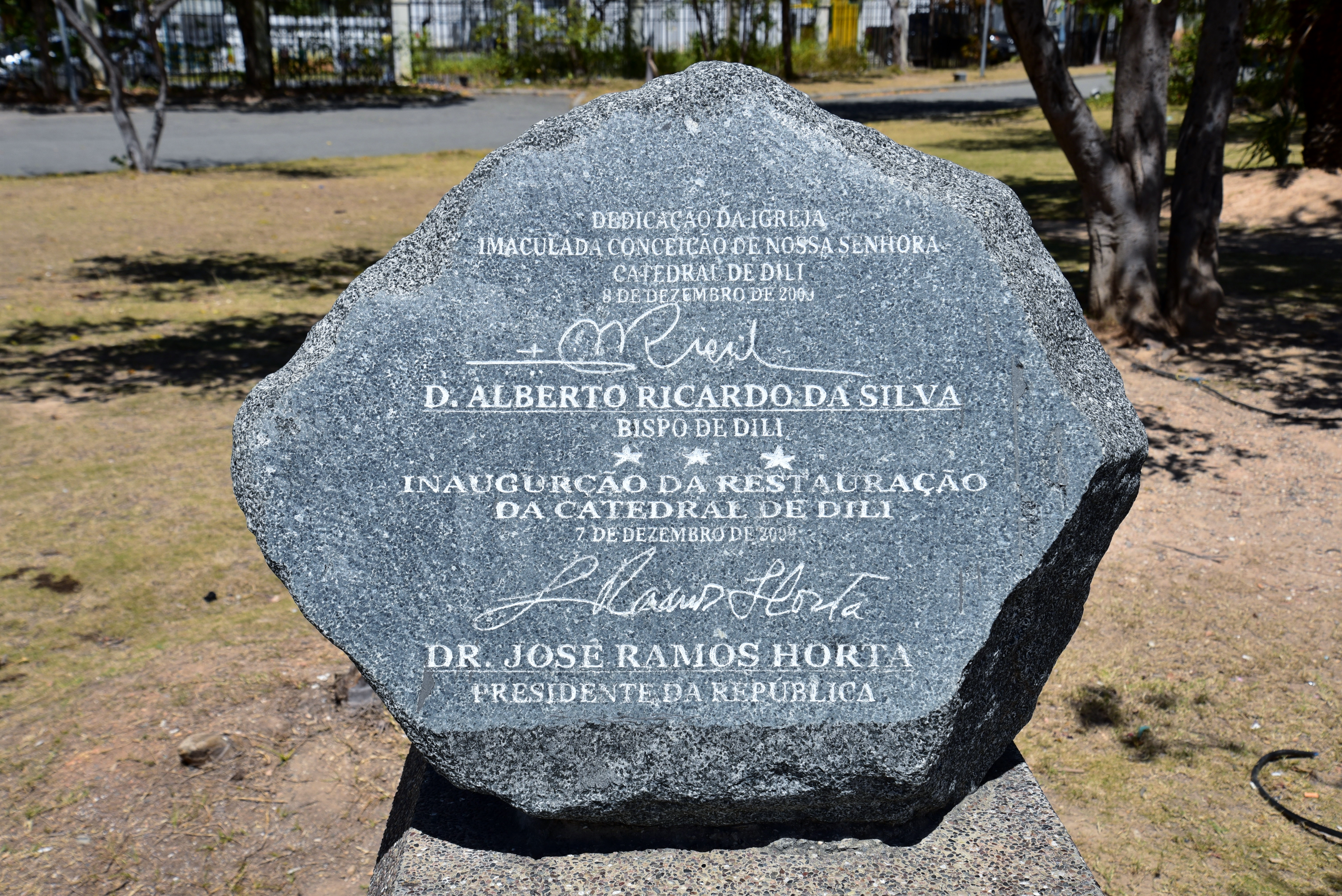
Tablica pamiątkowa z 2009 roku (2023)
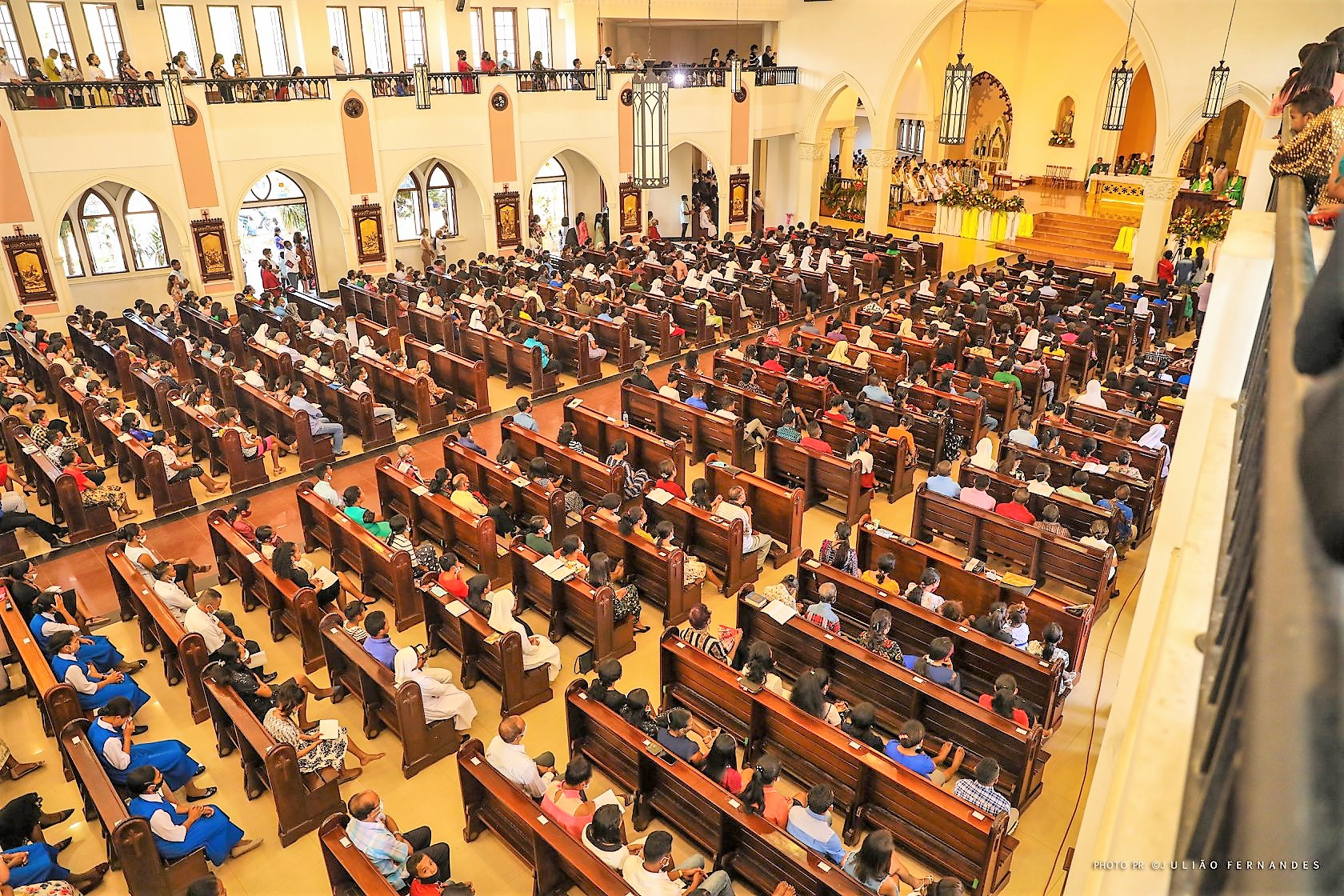
Wnętrze katedry (2020)
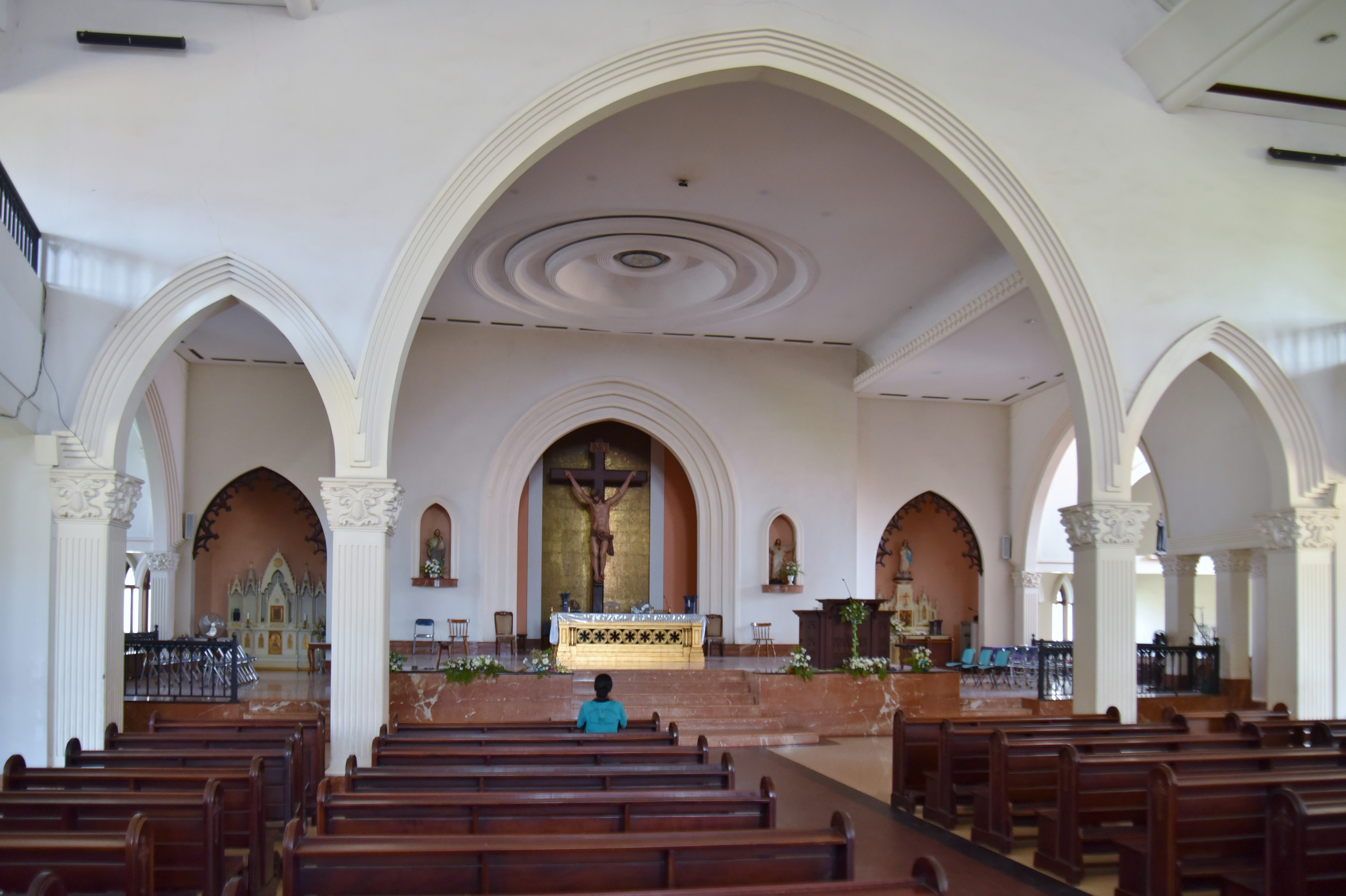
Ołtarz główny i ołtarze boczne (2023)
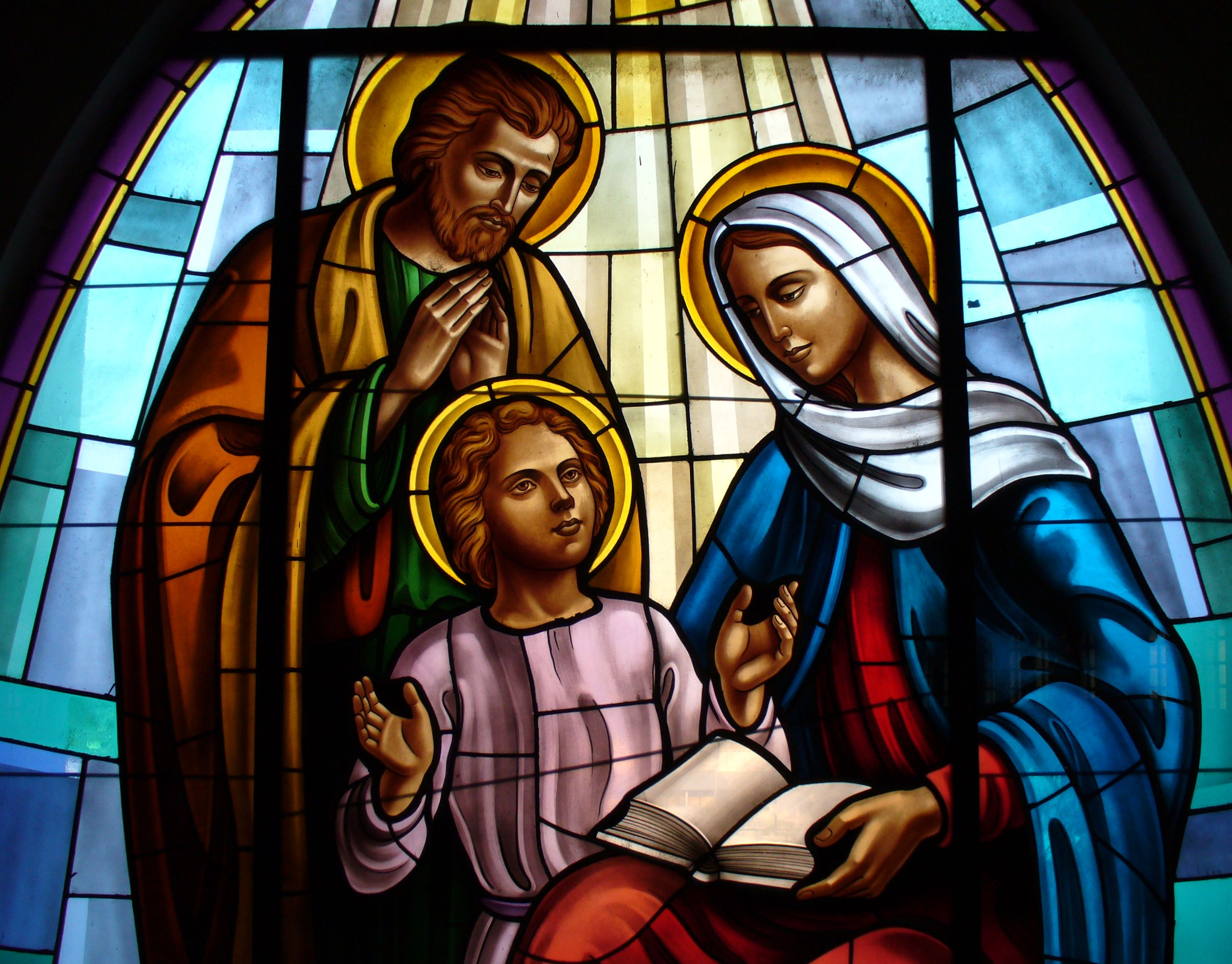
Jeden z witraży (2006)